# René Colaert
René Fidèle Colaert (Poperinge, 10 maart 1848 - Ieper, 3 september 1927) was een Belgisch volksvertegenwoordiger en burgemeester voor de Katholieke Partij.

## Levensloop
Colaert promoveerde in 1876 tot doctor in de rechten aan de Katholieke Universiteit Leuven en advocaat aan de Balie van Ieper. Voor de katholieken werd hij in 1887 verkozen tot gemeenteraadslid van Ieper, waar hij van 1891 tot 1899 schepen en van 1900 tot aan zijn dood in 1927 burgemeester was. Een andere verkozene, Henri Iweins d'Eeckhoutte, was eveneens kandidaat-burgemeester, maar een tussenkomst van bisschop Johan Joseph Faict deed de voorkeur uitgaan naar Colaert. Bovendien zetelde hij van 1884 tot 1926 voor het arrondissement Ieper in de Kamer van volksvertegenwoordigers.
René speelde een belangrijke rol tijdens de grote renovatie van de stad Ieper. De renovaties die aan de Lakenhallen en Belfort plaatsvonden en de werken aan de vernieuwde spits op de Sint-Maartenskathedraal voor en tijdens de Eerste Wereldoorlog waren een van de vele plannen om de "krottenstad" terug te laten renoveren. 
Ook had René een belangrijke rol gespeeld tijdens de Duitse inval van de stad op 7 oktober 1914, door de Ulanen van de 3e cavaleriedivisie (onder bevel van luitenant-generaal von Unger) van het 6e leger was het IVe cavaleriecorps (onder bevel van Lt-Gen. von Hollen). Hij begeleidde, samen met zijn zoon en een priester, zes ruiters van de 14e Huzaren naar de staatskas en betaalde een bedrag rond de 62.000 à 65.000 franken in ruil voor de veiligheid van de stad. De Duitsers verlieten, zonder al te veel problemen tijdens de korte bezetting, de stad Ieper op 8 oktober en namen de deken, de commissaris van politie en René mee als gijzelaars in ruil voor een veilige doortocht. Na enkele dagen werden de gijzelaars vrijgelaten.
Na de oorlog deed Colaert alles om Ieper, tijdens de Eerste Wereldoorlog vrijwel volledig verwoest, terug heropgebouwd te zien. Zijn doel was echter niet bereikt toen hij op 13 september 1927 stierf.